# Rodney Deekman
Rodney Deekman is een Surinaams presentator en zanger. Hij presenteerde onder meer het jongerenprogramma Dhamaka TV tot 2013 en  zong het winnende lied tijdens SuriPop in 2014.

## Biografie
Rodney Deekman was tot 2013 een van de presentatoren van het jongerenprogramma Dhamaka TV. Het werd zes jaar lang uitgezonden op televisie en hij presenteerde het samen met Djiovanni Braam en Dahira Pollack.
In 2014 zong hij het winnende lied Lobi de ete in een duet met Dominique Ravenberg tijdens SuriPop. Het werd geschreven door Cornelis Amafo en het arrangement kwam van Robin van Geerke. Het lied belandde meteen bij binnenkomst op nummer 1 van de Top 40. Op deze positie bleef het vijf weken staan. Twee maanden later kwam Ernesto van Dal naar een idee van Ferranto Dongor met een house-versie.
Eind 2014 was hij een van de acht artiesten die het kerstnummer Gi wan anu voor Su Aid zong ten behoeve van het Leger des Heils. Daarnaast gaf hij verschillende concerten, zoals tijdens de afsluitende optredens na Got Talent en een tribuutoptreden voor Lieve Hugo, beide in 2014, en het benefietconcert Save Thalia in de Anthony Nesty Sporthal in 2019.
Verder was hij meerdere jaren host tijdens de verkiezingen van Miss Tropical Beauties in de KKF-beurshal, zoals in 2016 en 2018.